# Dobeic
Dobeic je priimek v Sloveniji, ki ga je po podatkih Statističnega urada Republike Slovenije na dan 1. januarja 2010 uporabljalo 7 oseb in je med vsemi priimki po pogostosti uporabe uvrščen na 22.059. mesto.

## Znani nosilci priimka
- Edvin Dobeic (1919—2013), ekonomist, strokovnjak za računovodstvo
- Janez Dobeic (1914—2001), elektrotehnik, univ. profesor, skladatelj, gledališki pisec, lutkar
- Majda Baloh Dobeic (1921—2013), prof. - računovodstvo?
- Martin Dobeic (*1958), veterinar, prof. VF
- Zora Dobeic (r. Japelj) (1928—2021), lutkarica (=?? Zorislava Štupnik/Zora Štupnik-Dobeic, violinistka?)